# فرودگاه فرنسیسکو جسا کارنئیرو
فرودگاه فرنسیسکو جسا کارنئیرو (به پرتغالی: Aeroporto Francisco Sá Carneiro) یک فرودگاه همگانی باربری با کد یاتا OPO است که یک باند فرود آسفالت دارد و طول باند آن ۳۴۷۹ متر است. این فرودگاه در شهر پورتو کشور پرتغال قرار دارد و در ارتفاع ۶۹ متری از سطح دریا واقع شده است.